# جوستن أمالوزور
جوستن إيكيتشوكو أوبيورا أمالوزور (من مواليد 17 أكتوبر 1996) هو لاعب كرة قدم إنجليزي يلعب في صفوف نادي ألدرشوت تاون.

## روابط خارجية
- جوستن أمالوزور على موقع قاعدة بيانات كرة القدم.إي يو (الإنجليزية)
- جوستن أمالوزور على موقع Soccerbase.com (لاعب) (الإنجليزية)
- جوستن أمالوزور على موقع Soccerway.com (الإنجليزية)